# Gardnar Mulloy
Gardnar Putnam Mulloy (* 22. November 1913 in Washington, D.C.; † 14. November 2016 in Miami, Florida) war ein US-amerikanischer Tennisspieler. 

## Biografie
Mulloy dominierte in den 1940er-Jahren mit seinem Doppelpartner und Landsmann Bill Talbert die Herrendoppelturniere bei den amerikanischen Meisterschaften. Er gewann dieses Grand-Slam-Turnier insgesamt viermal (1942, 1945, 1946, 1948). Knapp zehn Jahre später siegte er 1957 gemeinsam mit dem US-Amerikaner Budge Patty in Wimbledon.
Der US-Amerikaner gewann fünf Titel im Herrendoppel und stand weitere neun Mal in einem Finale. 1952 zog er ein einziges Mal in ein Einzelfinale bei den amerikanischen Meisterschaften ein, unterlag dort aber dem Australier Frank Sedgman.
Gardnar Mulloy spielte 14 Spiele für das US-amerikanische Davis-Cup-Team und konnte 11 Matches für sich entscheiden. Seine Bilanz lautet 11:3. In den Saisons 1946, 1948 und 1949 gewann er mit der Mannschaft den Davis Cup. 1972 erfolgte die Aufnahme in die International Tennis Hall of Fame.
Während des Zweiten Weltkriegs diente er in der US Navy und leitete Landeoperationen in Nordafrika und Europa. 